# Список символов штатов США (ракообразные)
В настоящее время три штата США зарегистрировали ракообразных в качестве официального символа штата.
| Штат     | Название                  | Биноминальная номенклатура | Изображение | Год принятия |
| -------- | ------------------------- | -------------------------- | ----------- | ------------ |
| Луизиана | Луизианский рак           | Procambarus clarkii        |             | 1983         |
| Мэриленд | Мэрилендский голубой краб | Callinectes sapidus        |             | 1989         |
| Орегон   | Дандженесский краб        | Metacarcinus magister      |             | 2009         |